# Oudh

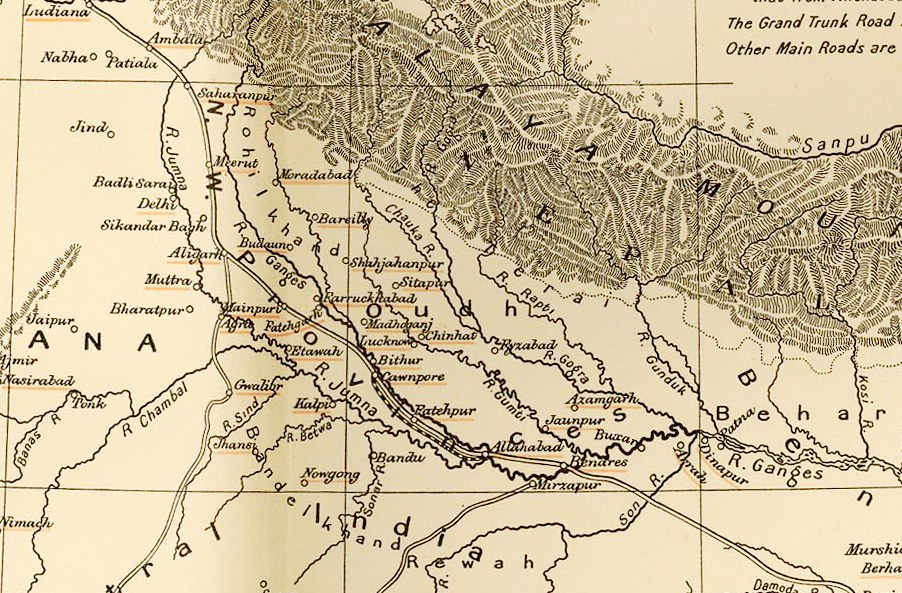
Oudh a un mapa del segle XIX.

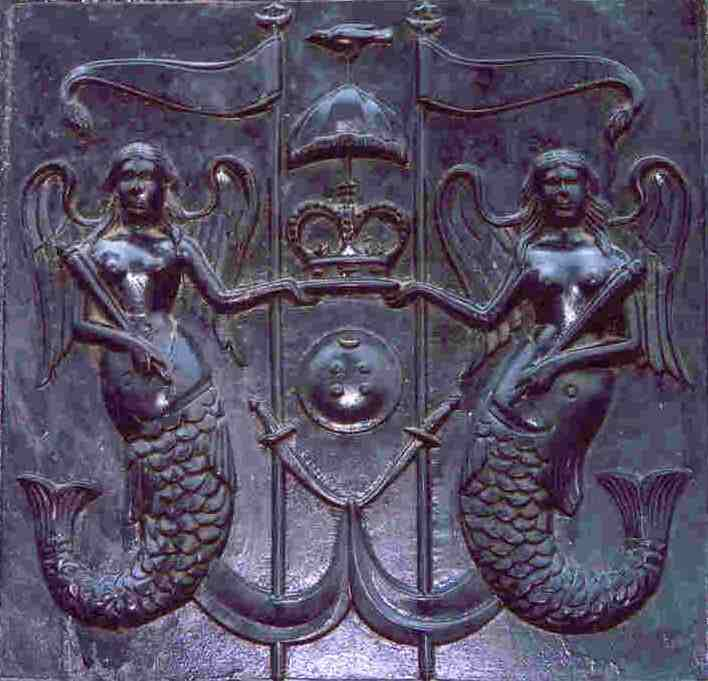
Escut d'Oudh

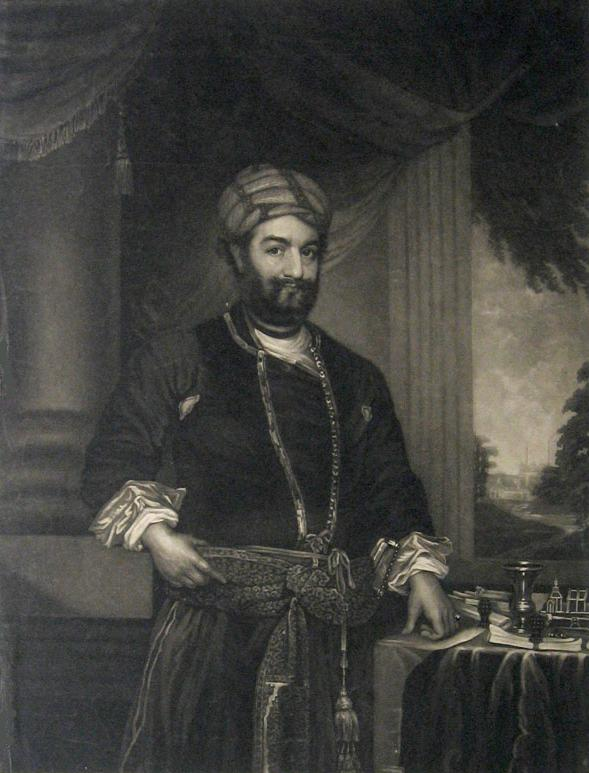
Nawab Saadat Ali Khan II.

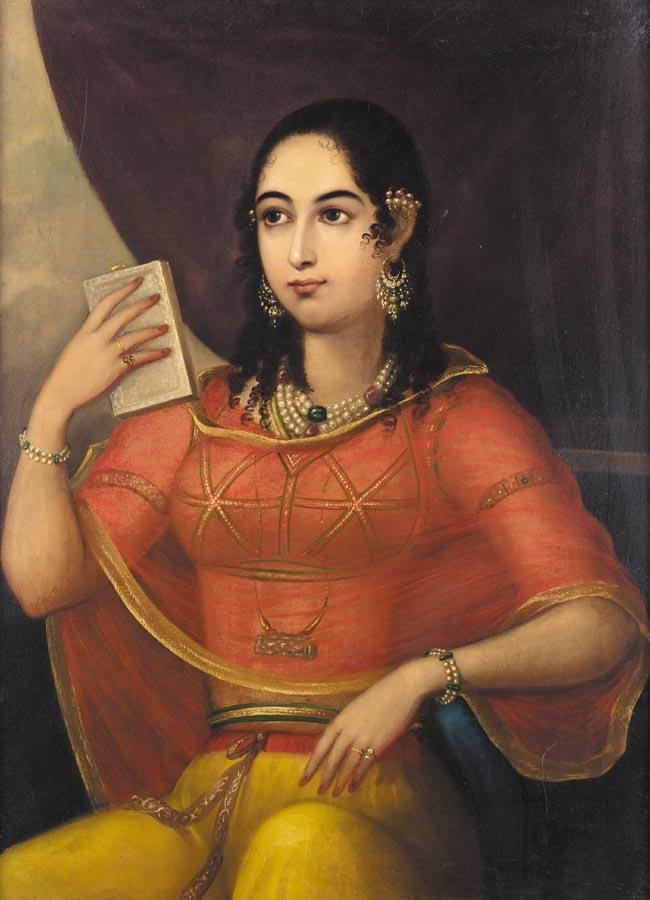
Una Bibi a Lucknow. 1785

Oudh o Awadh fou un estat tributari protegit i després província britànica sota un comissionat (1856-1902) que des del 1877 fou el mateix que el de les Províncies del Nord-oest i finalment fusionades en l'entitat anomenada Províncies Unides d'Agra i Oudh el 1902. El nom es deriva del de l'antiga ciutat d'Ayodhya. La superfície de l'Oudh era de 62.072 km² i la població el 1901 de 12.833.077 habitants. El riu Ganges formava part del seu límit sud-oest. Els districtes del nord eren part del sub-Himàlaia i la resta de la plana gangètica. Els rius principals eren el Gogra i el Ganges que després s'unien a Bengala; quedava formada per dues parts separades pel Gogra; altres rius eren el Rapti Occidental al nord-est; al centre corria el Gumti i el seu tributari (pel sud) el Sai; i finalment el Sarda. Hi ha restes arqueològiques budistes i jainistes a Gonda i Bahraich. Possibles restes de Sravasti; restes bhars; temples hindús d'Ayodhya; la tomba de Sayyid Salar a Bahraich (de fet del segle XIII) i la mesquita de Baber a Ayodhya.

## Història
Ayodhya o Awadh fou la capital de Kosala, el regne de Dasaratha de la raça solar, pare de Rama (divinitat), des del qual l'heroi va marxar a l'exili amb la seva esposa Sita i el seu germà Lakshmana, i al que va retornar en triomf després de la derrota de Ravana, rei de Ceilan. A la mort de Rama el regne va quedar dividit en Kosala del Nord regida pel seu fill Lava amb seu a Sravasti; i Kolsala del Sud, regida per un altre fill, Kusa. Tots aquests fets consten al Ramayana i la seva historicitat s'ha d'agafar amb cura.
A la literatura budista, segles després, abans de l'era cristiana, Sravasti figura com un lloc important on Sidharta Gautama va passar uns anys al segle vi aC. El seu lloc exacte és discutit però el regne del que era capital incloïa amb seguretat el modern Oudh al nord del Gogra. També a la resta de la província hi ha restes budistes.
Al segle IV els guptes de Magadha van estendre el seu domini de Pataliputra (Patna) cap a l'oest i haurien conquerit Saketam i Ayodhya. En els segles següents les terres al nord del Gogra van esdevenir jungla. Una inscripció encara esmenta activitat budista als segles xii i xiii però el budisme com a religió dominant es va extingir al segle VI o VII segons lamenten els peregrins xinesos que assenyales que els budistes eren pocs. La ciutat de Sravasti s'hauri despoblat totalment el segle VII.
Les tradicions parlen del poble dels tharus que va baixar de les muntanyes al segle VIII o IX i la legenda parla d'una dinastia de reis Somavansi, el darrer dels quals, Suhil Deo, va combatre amb Sayyid Salar, el ghazi parent de Mahmud de Gazni al primer terç del segle XI. En aquest temps els clans rajputs pujaven en importància. La part occidental de l'Oudh es suposa dominada pels sobirans de Kanauj o de Kather i la part oriental pels de Benarés; al final també la part oriental fou absorbida pel gran regne de Kanauj.
Mahmud de Gazni va fer una expedició a la zona el 1018-1019, arribant fins a Kanauj; diverses tombes a la regió serien dels guerrers musulmans caiguts en la lluita. El seu nebot Sayyid Salar hauria mort i estaria enterrat a Bahraich. Però després van passar dos segles sense atacs fins que Qutb-ad-Din Àybak, general gúrida del príncep Muizz al-Din Muhammad (després sultà de Ghor), va derrotar el 1194 al raja de Kanauj Jai Chand acabant amb el darrer gran regne hindú. En aquest temps el poble dels bhars, de pell fosca i aborígens (conservats avui dia com a casta inferior) van agafar importància a la part sud de l'Oudh i al Bundelkhand però finalment foren derrotats el 1247 per l'exèrcit de Delhi i la regió fou annexionada al sultanat i va restar en la seva possessió un segle i mig. Hi havia governadors locals a Ayodhya, Bahraich, Sandila, Manikpur i altres llocs l'autoritat dels quals fou desafiada per senyors locals hindús mai sotmesos del tot a diferència de com ho havien estat al Doab i al Rohilkhand.
El 1394 Khwaja Jahan fou nomenat governador de Kanauj, Oudh, Kara i Jaunpur, i durant l'atac de Tamerlà a l'Índia (1398-1399) va quedar de fet independent. Oudh va formar part durant més de 80 anys dels dominis de la dinastia xàrquida (sharki) de Jaunpur. El 1478 la ciutat de Jaunpur fou ocupada i en els anys següents els sultans de Jaunpur foren eliminats. Al mateix temps al sud-oest, el cap dels bais rajputs, Tilok Chand, engrandia el seu poder i va esdevenir el noble principal amb un gran territori sota el seu control conegut com a Baiswara (País dels Bais).
El 1526 Baber va vèncer a la primera batalla de Panipat, va avançar cap a Agra, i va derrotar els lodis que encara conservaven el domini de les regions a l'est de Delhi. El 1527 quan Baber tornava des de l'Índia central, va derrotar els seus rivals al sud d'Oudh, prop de Kanauj, i va passar per la província tant lluny com a Ayodhya on va construir una mesquita (1528) al punt considerat el lloc de naixement de Rama. Els afganesos van romandre oposats al domini mogol després de la mort de Baber el 1530, però foren derrotats prop de Lucknow el 1531. Però més tard Sher Khan Suri (després Sher Shah Suri) va poder derrotar a Humayun i el 1540 va prendre el poder després de la seva victòria a Kanauj.
A la mort de Sher Shah el domini afganès va començar a declinar i el 1555 Humayun va retornar i va recuperar el control. El 1556 va pujar al tron Akbar el Gran, fill d'Humayun; el 1565 els jagirdars Iskandar Khan d'Ayodhya i Khan Zaman de Jaunpur es van revoltar i van ocupar Lucknow, però aviat foren derrotats. Dels grans personatges de la cort d'Akbar només tres eren natius de l'Oudh, entre ells el famós Todar Mai o Todar Mal, per mitjà del qual Akbar va reorganitzar l'imperi; Oudh fou constituït en una subah o província amb cinc sarkars (cercles o districtes) i 38 mahals o parganes. La província tenia una força militar de 7.640 cavallers, 168.250 soldats d'infanteria, i 59 elefants. Awadh o Ayodhya era aleshores una de les principals ciutats de l'Índia i Lucknow estava creixent en importància. Durant més de 150 anys el domini mogol a Oudh no va tenir rivals. En aquest temps el país va gaudir de prosperitat segons es dedueix dels ingressos (50 lakhs el 1594, 83 lakhs el 1720). A les lluites civils de l'imperi, l'Oudh no hi va jugar cap part rellevant; els combats es feien sobretot al Dècan. Després de la mort d'Aurangzeb (1707) l'imperi mogol va entrar en ràpida decadència.
El 1724 un mercader de Khurasan, Muhammad Amin, fou nomenat nawab (virrei governador) d'Oudh amb els títols de Saadat Ali Khan i Burhan al-Mulk. El nou governador era un notable soldat que aviat va reduir als caps hindús locals que se li oposaven. Va construir una residència a pocs quilòmetres a l'oest d'Ayodhya a l'entorn de la qual va sorgir Fyzabad o Faizabad, però la major part del seu govern el va passar fora, lluitant contra els marathes i contra Nadir Shah, o exercint el càrrec de wazir imperial mentre les províncies del seu govern, Oudh i Allahabad, eren governades per delegats; sota la seva guia foren en general ben governades. El 1732 el seu govern i títols van esdevenir hereditaris.
Va morir el 19 de març de 1739 i el va succeir el seu nebot i gendre Safdar Jang, que havia estat el seu delegat a Faizabad, que fou també un bon governant. Sota ambdós governants la província va gaudir de prosperitat i es van construir forts, fonts i ponts. El 1745 Safdar Jang es va enfrontar amb Ali Muhammad que estava consolidant el poder rohilla a la frontera occidental de l'Oudh i va començar una llarga guerra (que va acabar amb l'annexió de Rohilkhand a l'Oudh). El 1748 el vell nizam d'Hyderabad va morir i Safgar Jang el va succeir com a wazir imperial. Va seguir la guerra contra el nawab afganès de Farrukhabad durant la qual Safdar Jang va demanar l'ajut dels marathes que finalment van esdevenir una amenaça però inicialment van ajudar en l'objectiu i Farrukhabad va esdevenir feudatari d'Oudh. El 13 de maig de 1753 l'emperadador Ahmad Shah el va destituir com a wazir i amb el suport maratha el va expulsar cap a l'Oudh quan intentava (aliat als jats) conquerir Delhi.
Safdar Jang va morir el 5 d'octubre de 1754 i el va succeir el seu fill Shuja al-Dawla (o Shuja al-Daula), que va traslladar la capital a Lucknow, que era ja una ciutat considerable. Aliat als rohilles va rebutjar als marathes cridats pel nou wazir Imad al-Mulk Ghazi l-Din Khan, que eren vistos com un enemic comú per diversos estats. Quan el príncep imperial Ali Gauhar (després Shah Alam II) va fugir de Delhi, fou rebut per Shuja al-Dawla que el va aconsellar iniciar operacions a Bengala on el poder britànic havia crescut massa. El 1761 Shuja al-Dawla va lluitar amb altres caps musulmans contra els marathes a la tercera batalla de Panipat. Poc després Shah Alam va renunciar a la seva lluita amb els britànics i es va retirar a Allahabad on va romandre sota el control polític de Shuja al-Dawla nomenat wazir, càrrec que va passar a ser hereditari (15 de febrer de 1762). Després de la massacre de Patna de 1763, el nawab de Bengala Mir Kasim i el seu lloctinent Sumru van arribar a Oudh i es van unir al nawab-wazir i a l'emperador, però les forces aliades no van poder ocupar Patna i foren derrotades completament pels britànics a Buxar (1764). Shah Alam II es va presentar al campament britànic i Shuja al-Dawla es va retirar a Faizabad, després a Lucknow i finalment a Bareilly. Va aconseguir ajuda dels afganesos i dels marathes i va enfrontar als britànics el 1765 prop de Jajmau al districte de Cawnpore, però va patir una nova derrot. Pel tractat de pau del 1765 els britànics van obtenir la major part de la divisió de Benarés i Shah Alam fou declarat sobirà de la resta de l'Oudh; però la cort de directors de la Companyia Britànica de les Índies Orientals no va acceptar aquest acord i Shuja al-Dawla fou mantingut com a sobirà, mentre el raja de Benarés passava a ser un feudatari d'Oudh que l'havia de respectar; a l'emperador se li van cedir els districtes de Cawnpore, Fatehpur, i Allahabad. Shuja al-Daula va haver de pagar una indemnització de guerra de 50 lakhs i va traslladar la seva residència a Faizabad on va construir una gran fortalesa i va augmentar la prosperitat de la ciutat.
El 1769 els marathes van retornar a la zona en actitud amenaçant. El 1771, contra el consell britànic, l'emperador es va unir als marathes i va deixar Allahabad a càrrec de Shuja al-Daula. El perill per Oudh i els britànics era imminent i quan els marathes van aconseguir la cessió d'Allahabad per part de l'emperador, els britànics van anar a ocupar Chunar i Allahabad. Els marathes van pressionar i el 1773 Sir Robert Barker va marxar a Oudh amb un exèrcit per controlar les fronteres del país i Rohilkhand amb un pagament pel nawab-wazir de un lakh de rúpies al mes. Les tropes britàniques van ajudar a expulsar els marathes fora de Rohilkhand i mesos després Warren Hastings i Shuja al-Dawla es van trobar a Benarés; el resultat fou la cessió d'Allahabad al nawab-wazir, sent l'emperador desposseït d'aquest territori a causa de la seva aliança amb els marathes; el nawab-wazir pagaria a la companyia 50 lakhs i es va comprometre a pagar 25 lakhs a l'any per mantenir les forces britàniques que serien estacionades a les fronteres dels seus territoris. Un resident britànic fou nomenat per primer cop a la seva cort. Oudh va esdevenir així un estat dependent de la Companyia encara que nominalment restava independent.
Shuja al-Dawla va dirigir els seus esforços a sotmetre als rohilles que estaven intrigant amb els marathes i havien refusat el preu acordat per l'ajuda que se'ls havia donat el 1772. El consell de govern a Calcuta dubtava però finalment va enviar tropes; i el 1774 Rohilkhand fou incorporat a l'Oudh excepte l'estat de Rampur que va quedar en mans d'un cap rohilla. Shuja al-Daula va morir el 26 de gener de 1775.
El va succeir el seu fill Asaf al-Dawla, mal governant i inclinat a les festes i gresques. Se li va demanar cedir el zamindari de Benarés a la Companyia i pagar més per les forces britàniques de suport i vigilància. Era extravagant i va demanar gran quantitats a la seva mare Bahu Begam. La cort fou finalment traslladada a Lucknow i Faizabad va començar a declinar; però la decadència afectava a tot l'estat per la seva manca d'autoritat i les baralles entre els seus subordinats. El 1781 es va fer un nou tractat amb Warren Hastings en virtut del qual les tropes britàniques a Oudh foren reduïdes a una brigada i un regiment i el nawab va quedar autoritzat a recuperar jagirs i concessions de terres. Asaf va aprofitar per confiscar els jagirs de la seva mare i la seva àvia, i per l'empresonament dels seus principals oficials va aconseguir d'aquestos gran quantitats de diners. La part de Warren Hastings en aquestos afers fou una de les causes esgrimides contra ell en el posterior judici al que fou sotmès, no obstant la seva autorització a la reassumpció dels jagirs es va considerar justificat perquè les begums havien aixecat al poble contra els britànics a tot el Oudh oriental on tenien els seus dominis durant el conflicte de Benarés el 1781.
Asaf al-Daula va morir el 21 de setembre de 1797, i després d'un curt interval en el que el va succeir el seu suposat fill Wazir Ali Khan, que va governar en nom del seu germanastre Saadat Ali Khan II que va pujar al tron el 21 de gener de 1798; aquest va signar un tractat cedint a la companyia el fort d'Allahabad i prometent un subsidi anual per les forces britàniques de 76 lakhs a canvi que tota la defensa de l'estat fou assolida pels britànics. Rohilkhand i altres parts del territori d'Oudh estaven en estat d'anarquia i es temia que els Sindhia aprofitarien per atacar l'estat. El nawab va fer un nou tractat pel que va cedir uns territoris (les Províncies Cedides formades per la divisió de Gorakhpur, part de la divisió de Bareilly, i els districtes d'Allahabad, Cawnpore, Fatehpur, Etawah, Mainpuri, Etah i Farrukhabad, el sud de Mizarpur i les parganes del Tarai a la divisió de Kumaon) quedant l'estat d'Oudh rodejat per tots costats per territori britànic excepte pel nord (on hi havia els gurkhes del Nepal).
Saadat va morir l'11 de juliol de 1814 i el va succeir el seu fill Ghazi al-Din Haydar Khan (Ghazi al-Din Rafaat al-Dawla Abu l-Muzaffar Haydar Khan) que des del començament va estar sota influència del resident britànic coronel John Bailey (1807-1815). El 19 d'octubre de 1819, sota influència del governador general britànic Lord Hastings (que volia disminuir el prestigi de l'emperador mogol), es va declarar com a sobirà independent i rei d'Oudh (títol Padshah-i-Awadh = Rei d'Oudh) i va agafar el nom d'Abu l-Muzaffar Muizz al-Din Shah-i zaman Ghazi l-Din Haydar. El mateix any va encunyar moneda amb l'escut i dos peixos símbol de la casa de Burhan al-Mulk i aguantant el conjunt dos tigres portant banderes, que van substituir a la rúpia mogol (pahiyyadar). Els seus ministres eren inadequats i ell mateix no era un home de govern. Especialment nefast fou el ministre Sayyid Muhammad Khan conegut com a Agha Mir Mutamad al-Dawla, antic patge del rei, que va tenir una administració molt dolenta que es va afegir a la seva extravagància i deshonestedat, fent perdre a la dinastia el suport del poble. L'únic ministre que es pot salvar fou Mahdi Ali Khan.
Va morir el 19 d'octubre de 1827 i el va succeir el seu fill Nasir al-Din Haydar, un llibertí, que va acabar de dilapidar el tresor deixant només 70 lakhs a la seva mort el 7 de juliol de 1837. Llavors es va intentar posar al tron a un suposat fill però un grup reduït de sipais van poder controlar la situació, i l'oncle del rei el va succeir com a Muhammad Ali Shah.
Va morir el 17 de maig de 1842 i el va succeir el seu fill Amjad Ali Shah, mort el 13 de febrer de 1847. El va succeir el darrer rei Nasir al-Din Abd al-Mansur Mohammad Wajid Ali Shah, que gastava uns 20 lakhs anual per damunt del pressupost mentre els sous o subsidis dels seus oficials i família anaven amb molt d'endarreriment. Muahmmad Ali Shah fou cridat pel rei per intentar reformar l'administració de justicia i fiscal però el ministre Mahdi Ali Khan era vell i no tenia l'energia per portar a terme el que calia i la reforma no va prosperar. Els oficials desafiaven obertament al rei i la llei no era respectada; la miseria s'estenia i no s'esperava cap solució. Ja el 1828 el resident britànic havia informat que l'única solució era l'annexio pels britànics i el 1834 aquesta decisió havia estat autoritzada per la cort de directors de la Companyia, però finalment es va cancel·lar degut a la millora que la tasca de Mahdi Ali Khan va produir. Però el 1856 la situació era massa greu i es va proposar al rei un tractat que garantia a ell mateix i als seus hereus una pensió generosa a canvi de la cessió de l'estat; però el rei va refusar l'acord proposat i en conseqüència el 7 de febrer de 1856 els britànics van agafar el govern exclusivament i per sempre. Una pensió de 12 lakhs a l'any fou oferta al rei (que la va acceptar l'octubre de 1859) i altres menors pels seus parents col·laterals. Wajid va poder conservar el títol de rei fins a la seva mort produïda l'1 de setembre de 1887 a Calcuta (el títol fou llavors declarat extingit i les pensions reduïdes).
Oudh es va constituir en una província sota un comissionat en cap, dependent de Bengala, amb una administració similar a l'adoptada al Panjab el 1849. S'hi van portar algunes tropes i un regiment britànic va conservar Lucknow mentre regiments natius quedaven en guarnició a Sitapur, Fyzabad, Sultanpur, Bahraich, Daryabad, Salon i Secrora. Durant més d'un any no es van produir incidents però l'annexió havia causat descontentament a les classes altes, i els talukdars temien amb més o menys raó la pèrdua de posició i de terres; els sipais que eren principalment reclutats a la província temien la retallada dels privilegis dels quals gaudien quan les seves llars estaven en territori natiu.

## Llista detalukdars
- Agori Barhar
- Amethi
- Atraula
- Atwa Piparia
- Babhnipair
- Bachhrawan
- Bahadurnagarh
- Baiswara
- Principat de Balrampur
- Barwan
- Bhadri
- Bhinga
- Bhitauli
- Birhar
- Birsinghpur
- Gangwal
- Gardner (talukdar)
- Principat de Gonda
- Isauli
- Itaunja
- Jehangirabad
- Kalakankar
- Kalyanmal
- Kasmanda
- Khairigarh
- Khajurgaon
- Kurwar
- Mahmudabad
- Mahson
- Mainpuri
- Mankapur
- Mohanlalganj
- Mursan
- Nanpara
- Nawabganj (Oudh)
- Patti Saifabad
- Payagpur
- Pratapgarh (taluka)
- Raipur Bichaur
- Ramkot
- Rampur (pargana)
- Shahabad
- Shahmau
- Tiloi
- Tulsipur
- Utraula

## Llista denawabs

### Subadar nawab
- Burhan al-Mulk Mir Mohammad Amin Musawi Saadat Ali Khan I 1732 - 19 de març de 1739

### Nawab wazir (1739-1748 i 1754-1818) i subadar nawab (1748-1754)
- Abul Mansur Mohammad Mokim Khan Safdar Jang 1739 - 5 d'octubre de 1754
- Jalal al-Din Shuja al-Dawla Haydar 1754 - 26 de gener de 1775
- Asaf al-Dawla Amani 1775 - 21 de setembre de 1797
- Mirza Wazir Ali Khan 1797 - 21 de gener de 1798
- Yamin al-Dawla Nazim al-Mulk Saadat Ali Khan II Bahadur 1798 - 11 de juliol de 1814

### Reis d'Oudh (Padshah-e Awadh, Shah-e Zaman) des de 1819
- Ghazi al-Din Rafaat al-Dawla Abul-Muzaffar Haydar Khan 1814 - 19 d'octubre de 1827
- Nasir ad-Din Haydar Solayman Jah Shah 1827 - 7 de juliol de 1837
- Muin ad-Din Abul-Fath Muhammad Ali Shah 1837 - 17 de maig de 1842
- Nasir al-Dawla Amjad Ali Thorayya Jah Shah 1842 - 13 de febrer de 1847
- Nasir al-Din Abd al-Mansur Mohammad Wajid Ali Shah 1847 - 7 de febrer de 1856
- Birjis Qadr (rebel) 5 de juliol de 1857 - 3 de març de 1858

## Llista de residents britànics
- Nathaniel Middleton 1773 - 1774
- John Bristow (1774 - 1776
- Nathaniel Middleton 1776-1779 (segona vegada)
- Purling 1779 - 1780
- John Bristow 1780 - 1781 (segona vegada)
- Nathaniel Middleton 1781 - 1782 (tercera vegada)
- John Bristow 1782-1783 (tercera vegada)
- Edward Otto Ives 1784 - 1793
- George Frederick Cherry 1793 - 1796
- James Lumsden 1796 - 1799
- W. Scott 1799 - 1804
- John Ulrich Collins 1804 - 1807
- John Baillie 1807 - 1815
- Richard Charles Strachey 1815 - 1817
- J.R. Monckton 1818 - 1820
- Felix Vincent Raper 1820 - 1823
- Mordaunt Ricketts 1823 - 1827
- Thomas Herbert Maddock 1829 - 1831
- John Low 1831 - 1842
- James Caulfield (interí) 1839 - 1841
- William Nott 1841-1843
- George Pollock 1843 - 1844
- Archibald Richmond 1844 - 1849?
- William Henry Sleeman 1849 - 1854
- James Outram 1854 - 1856

## Província (comissionat) britànica
Amb l'annexió el 1856, el resident, el general James Outram, i després C. C. Jackson, van agafar el govern fins a l'arribada de Sir Henry Lawrence que es va produir el 20 de març de 1857 només dos mesos abans de l'esclat de la rebel·lió dels sipais a Meerut. Lucknow tenia guarnició (el regiment britànic 32, una companyia europea d'artilleria, el regiment nº 7 de cavalleria nativa, i els regiments 13, 48 i 71 d'infanteria nativa a més de dos contingents irregulars d'infanteria local, dos de cavalleria nativa i dos bateries natives, i un contingent de policia militar) amb proporció de només 10% europeus. L'abril del 1857 es van donar els primers simptomes d'agitació quan fou cremada la residència del cirurgià. Lawrence va fer fortificar la residència i acumular queviures. El 20 d'abril alguns regiments van refusar obeir ordes amb excuses religioses però foren convençuts finalment sent desarmats el 3 de maig; el 12 de maig va fer una crida a la lleialtat quan ja s'havia produït el motí a Meerut. El 19 de maig Lawrence va rebre al comandant militar d'Oudh i es va decidir fortificar la residència on van instal·lar a dones i nens. El 30 de maig va esclatar la revolta quan es va rebel·lar el regiment 71 i elements d'altres, matant als oficials i presoners. Foren dispersats pels europeus però altres es van sumar a la revolta i es van dirigir a Sitapur. L'11 de juny la cavalleria es va revoltar i se li van unir altres unitats d'infanteria. El dia 12 de juny ja no quedava cap punt de l'Oudh en poder dels britànics excepte Lucknow. Lawrence es va posar malalt i va delgar els seus poders en un consell de cinc presidit pel comissionat de finances Gubbins. El 20 es va saber la caiguda de Cawnpore. El 29 de juny els rebels van atacar Chinhat, prop de Faizabad a 12 km der Lucknow. Lawrence, que havia reassumit el comandament, va enfrontar a l'enemic en aquest lloc, però fou derrotat al desertar l'artilleria i es va haver de retirar, quedant assetjat a la residència (juliol). El 2 de juliol Lawrence fou assassinat per un criat (va morir dos dies després, per les ferides) i el va succeir el major Banks (comandament civil) i el general Liglis (militar). L'assalt del dia 20 fou rebutjat; Banks va morir d'un tret el dia 21 i Inglis va agafar els dos comandaments; un segon assalt el 10 d'agost, fou també rebutjat, i igualment el tercer el dia 18. El 5 de setembre les forces d'ajut sota comandament d'Outram i Havelock es van dirigir a la ciutat; el dia 22 van arribar a Alambagh, en mans rebels, que fou assaltada, i el 26 era davant la residència; en l'acció va morir el general Neill davant la posició. Outram va agafar el comandament que havia cedit a Havelock i va fer fortificar la residència i va ampliar la zona de defensa, però les forces no eren suficients per passar a l'ofensiva i altre cop va començar el setge. Els britànics van mantenir la posició i encara van fer una sortida cap Alambagh. El 10 de novembre Sir Colin Campbell va avançar des de Cawnpore i va arribar a Alambagh que va ocupar el dia 12, i després el palau Dilkusha a l'est de Lucknow, i la Martiniere, barri fortificat pels rebels; el 16 va atacar Sikandra Bagh, posició central dels rebels, i aquestos es van retirar després d'unes hores de lluita. El segon alliberament de la residència es va produir poques hores després. Era no obstant impossible defensar Lucknow i Colin Campbell va decidir retornar cap a Cawnpore; el dia 20 l'exèrcit de socors i els civils van abandonar Lucknow cap a Alambagh i Cawunpore i els rebels van ocupar finalment la residència. Havelock que tornava a tenir el comandament, va morir de disenteria a Alambagh i Outram el va succeir i va mantenir Alambagh mentre la resta marxava cap a Lucknow. A Alambagh van quedar assetjats per trenta mil sipais i 50.000 voluntaris però una vegada Cambell va quedar lliure després de deixar als civils a Cawnpore, va tornar cap a Lucknow, creuar el Ganges el darrer dia de febrer, va ocupar Faizabad i el palau de Dilkusha (5 de març) i es va unir als nepalesos (que mentre, dirigits pel primer ministre nepalès rana Jang Bahadur amb uns milers de gurkhes havia derrotar per dues vegades als rebels) entrant a la ciutat després d'una setmana de lluita (9 a 15 de març de 1858) ocupant totes les posicions enemigues. A començaments d'abril Sir Hope Grant va avançar amb una columna cap al nord-oest de Lucknow, i poc després el general Walpole va passar a través d'Hardoi. El maig els rebels que amenaçaven la carretera de Cawnpore foren dispersats, i el juny l'exèrcit de la begum (esposa de Wajid Ali Shah i mare de Birjis Qadr, del qual actuava com a regent, tot i que l'hereu legal era el seu germà més gran Kaiwan Qadr), que dirigia als revolucionaris, el qual tornava a amenaçar Lucknow, fou derrotat. El general Grant va anar a Faizabad el juliol i després al sud cap a Sultanpur, mentre una força cooperava des de Allahabad; la policia militar i un contingent del raja Randhir Singh de Kapurthala van fer valuosos serveis. El governador general va visitar Lucknow el 18 d'octubre i quan va agafar el camp el novembre la rebel·lió es va acabar i a final de l'any el territori estava pacificat. Els talukdars inicialment havien restat a l'aguait; alguns fins i tot van servir generosament als britànics; però més tard quasi tots es van unir a la rebel·lió (excepte cinc) i foren expropiats.
El comissionat d'Oduh va quedar constituït per divisions i districtes:
- Divisió de Sitapur
  - Districte de Sitapur
  - Districte d'Hardoi
  - Districte de Kheri
- Divisió de Lucknow
  - Districte de Lucknow
  - Districte d'Unao
  - Districte de Bara Banki
- Divisió de Faizabad
  - Districte de Faizabad
  - Districte de Bahraich
  - Districte de Gonda
- Divisió de Bareilly (Bareli)
  - Districte de Bareilly
  - Districte de Sultanpur
  - Districte de Partabgarh

La població era:
- 1869: 11.220.232
- 1881: 11.387.741 (en 24.337 pobles)
- 1891: 12.700.000
- 1901: 12.833.077

La ciutat principal era Lucknow amb 264.049 habitants (incloent el campament militar) només superada per Bombai, Calcuta, Chennai i Hyderabad. La seguia Faizabad o Fyzabad (incloent Ayodhya) amb 75.085 habitants, i després Bahraich, Sitapur i Shahabad (les tres entre 20 i 30 mil). La resta de ciutats importants eren Khairabad, Sandila, Nawabganj, Balrampur, Tanda, Rudauli, Gonda, Bilgram, Rokha Jais, Mallanwan, Rai Bareli o Bareilly, Laharpur, Ayodhya i Hardoi (totes amb més de 10.000). Les municipalitats eren 29: Lucknow, Faizabad (Fyzabad), Tanda, Bahraich, Shahabad, Sandila, Khairabad, Balrampur, Rai Bareli, Gonda, Partabgarh, Sitapur, Biswan, Dhaurehra, Unao, Muhamdi, Nawabganj (Barabanki), Nawabganj (Gonda), Hardoi, Nanpara, Utraula, Lakhimpur, Bhinga, Sultanpur, Newalganj & Maharajganj, Bilgram, Sandi, Mallanwan i Pahani.
Hi havia uns 700.000 musulmans dels quals el 9% eren xiïtes; la resta eren hindús. La llengua comuna era l'hindi, dialecte occidental. Les castes principals eren bramans, rajputs, ahirs, chamars, kurmis, lodhis, muraos i pasis.
Quan es va produir l'annexió el 1856 els talukdars governaven 23.543 pobles d'un total de 36.721. Els seus drets foren reconeguts sense canvis en 13.640 pobles i amb ingressos més reduïts en 9.903. El 1858 totes les terres talukdaris foren confiscades excepte la dels sis talukdars que havien estat lleials (després es va descobrir que un havia participat en la rebel·lió i també va perdre les terres) i van rebre donacions de noves terres conservant també els seus drets sobre les que ja tenien. Als altres se'ls va prometre indulgència si entregaven les terres ràpidament i ajudaven a restaurar l'orde. El 1859 es van retornar 22.658 pobles i la major part dels talukdars foren restaurats (només no ho van ser els que van refusar la submissió i els acusats d'assassinat) i van rebre sanads que els feia hereditaris o transferibles per venda o testament amb els límits de la llei hindú o musulmana. El 1870 un nombre de 47 talukdars amenaçats per deutes es van acollir a una llei que els va salvar i encara que tres van acabar finalment liquidats la resta va aconseguir una bona rebaixa. El 1894 els talukdars van demanar noves rebaixes i que les hisendes no puguesin ser venudes i el 1900 una llei va establir el dret de primogenitura i en cas de partició havien d'estar tots d'acord inclòs el govern i era irrevocable.
El 1877 el comissionat d'Oudh i les Províncies del Nord-oest van quedar sota l'administració de la mateix persona, Sir George Couper inicialment comissionat de Oudh des de 1871, que després el 1876 fou nomenat tinent governador de les Províncies del Nord-oest (deixant el càrrec antefior a un interí) i el 1877 va rebre confimació en els dos càrrecs quedant les dues entitats unides sota el mateix govern.
El 22 de març de 1902 la província anomenada Províncies del Nord-oest i el comissionat d'Oudh, ambdues administrades per una sola persona, van ser fusionades i constituïdes en les Províncies Unides d'Agra i Oudh.

## Caps Commissionats d'Oudh (1856 – 1877)
| #  | Nom                                 | Presa de possessió     | Deixa el càrrec        | Notes |
| 1  | Major General Sir James Outram      | 1 de febrer de 1856    | 8 de maig de 1856      | - |
| 2  | C.C. Jackson                        | 8 de maig de 1856      | 21 de març de 1857     | interí |
| 3  | Major General Sir Henry M. Lawrence | 21 de març de 1857     | 4 de juliol de c1857   | Mort assassinat a Lucknow |
| 4  | Major J. S. Banks                   | 5 de juliol de 1857    | 11 de setembre de 1857 | Mort a la defensa de Lucknow |
| 5  | Tt. General Sir James Outram        | 11 de setembre de 1857 | 3 d'abril de 1858      | - |
| 6  | R. Montgomery                       | 3 d'abril de 1858      | 15 de febrer de 1859   | - |
| 7  | C. J. Wingfield                     | 15 de febrer de 1859   | 20 d'abril de 1860     | - |
| 8  | Tt. Coronel L. Barrow               | 20 d'abril de 1860     | 4 d'abril de 1861      | interí |
| 9  | G. U. Yule                          | 4 d'abril de 1861      | 26 d'agost de 1865     | interí |
| 10 | R. H. Davies                        | 26 d'agost de 1865     | 17 de març de 1866     | interí |
| 11 | J. Strachey                         | 17 de març de 1866     | 24 de maig de 1868     | - |
| 12 | R. H. Davies                        | 24 de maig de 1868     | 18 de gener de 1871    | interí, confirmat el 9 de març de 1869 |
| 13 | Major General L. Barrow             | 18 de gener de 1871    | 20 d'abril de 1871     | - |
| 14 | Sir George Couper                   | 20 d'abril de 1871     | 15 de març de 1875     | interí, confirmat el 9 de desembre de 1873, el 1876 Tt. governador de les Províncies del Nord-est, i el 1877 al mateix temps Tt. governador i Comissionat en cap |
| 15 | J. F. D. Inglis                     | 15 de març de 1875     | 15 de febrer de 1877   | interí 15-3-1875 a 15-11-1875 i 26-7-1876 a 15-2-1877 |
|    |                                     |                        |                        | |